# コスティリオーレ・サルッツォ
コスティリオーレ・サルッツォ（伊: Costigliole Saluzzo）は、イタリア共和国ピエモンテ州クーネオ県にある、人口約3,300人の基礎自治体（コムーネ）。

## 地理

### 位置・広がり

#### 隣接コムーネ
隣接するコムーネは以下の通り。
- ブスカ
- ピアスコ
- ロッサーナ
- ヴェルツオーロ
- ヴィッラファッレット

#### 地震分類
イタリアの地震リスク階級 (it) では、3s 
に分類される。

## 行政

### 分離集落
コスティリオーレ・サルッツォには、以下の分離集落（フラツィオーネ）がある。
- Ceretto, San Michele

## 姉妹都市
- Banon、フランス
- Beaumont-lès-Valence、フランス
- オリオーロ、イタリア